# RAM

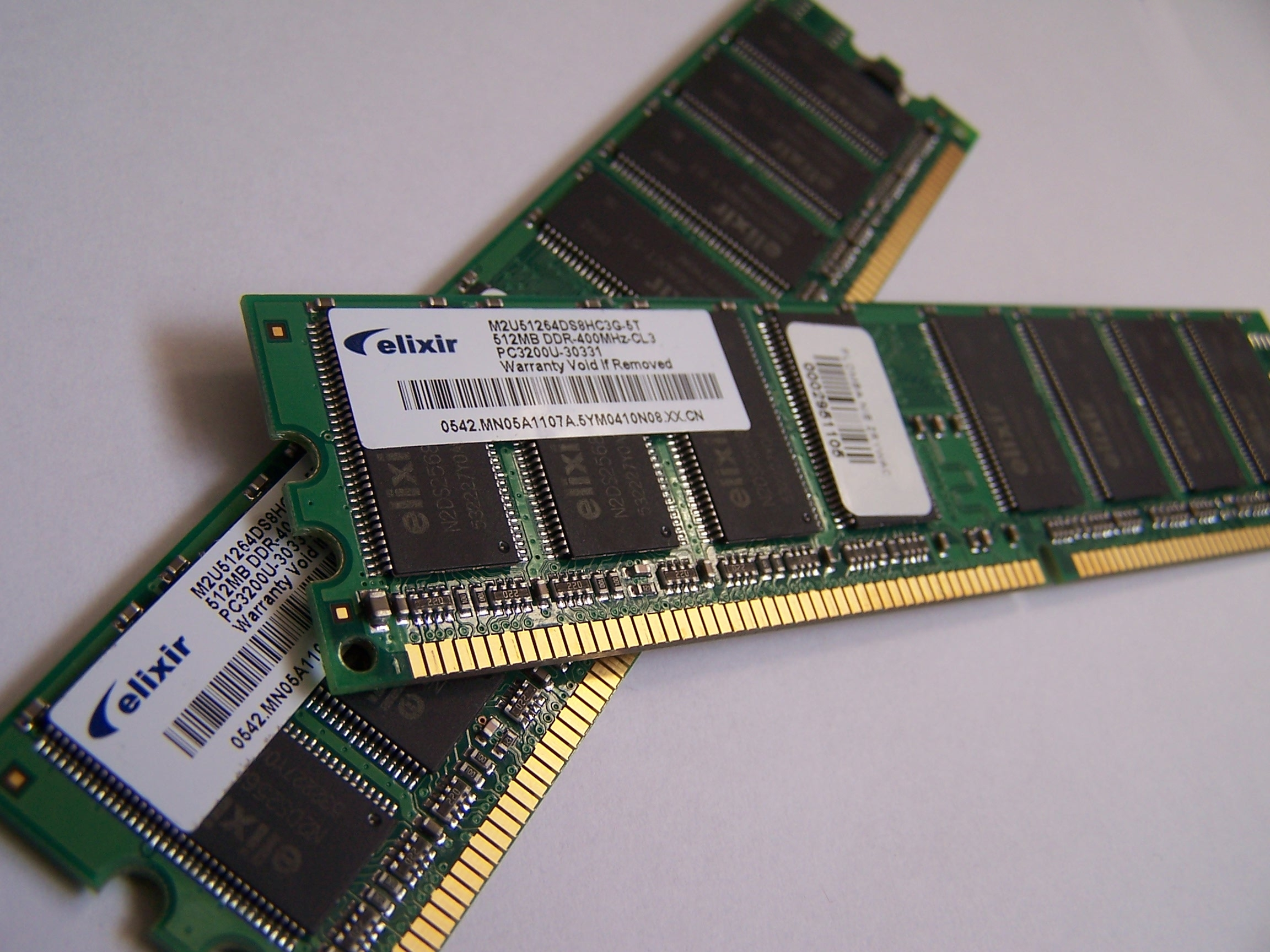
RAM Memória modul

A RAM (az angol Random Access Memory rövidítéseként,  tetszőleges hozzáférésű memória, közvetlen hozzáférésű memória, véletlen hozzáférésű memória, bár ez utóbbi helytelenül terjedt el) egy véletlen elérésű írható–olvasható adattároló eszköz. (Az elnevezés némileg félreérthető; a RAM-ba nem tartozik bele a szintén véletlen elérésű csak olvasható memória, a ROM.) A RAM tárolja a CPU által végrehajtandó programokat és a feldolgozásra váró adatokat. Az adatok csak addig maradnak meg benne, amíg a számítógép feszültség alatt van: kikapcsoláskor a benne tárolt adatok elvesznek.
A magyar véletlen elérés kifejezés nem pontos, hiszen a memória elérése nem véletlenszerűen, hanem pontos címzések alapján történik, az angol random szó itt arra utal, hogy egy adott memóriarész elérésének gyorsasága független az elhelyezkedésétől (ellentétben például a szalagos adattárolással, amikor a szalag jelenlegi pozíciójától távoli adatokat hosszabb idő elérni).

## Általános
A számítógép memóriája a processzor mellett alapvető fontosságú alkatrész. A RAM főbb feladata az ideiglenes adatok tárolása: például a programok utasításai, adatok, a CPU munkájának eredményeinek a tárolása. A régi, mechanikus elemeket is tartalmazó memóriaegységeket (mágnesdob-tár, ferritgyűrűs memória) mára teljes mértékben felváltották a félvezető RAM-ok. Mivel a RAM jóval lassabb, mint a processzor, ezért a processzorban saját, gyors memória is van, a cache.
A RAM egy bájtnyi információt tároló részét memóriarekesznek nevezzük. A memóriarekeszek sorszámát címnek nevezzük, a CPU ennek alapján találja meg a keresett információt a RAM-ban. A memóriákban lévő cellák (memóriarekeszek) a négyzetrács pontjaiként helyezkednek el, így az adatok lekéréséhez tudni kell a sorok és az oszlopok számát. Az alapot képező NYÁK-lapon több memóriachip is található (lásd a képet), és ezekben a chipekben vannak a számítógép által értelmezhető 0 és 1 töltési értéket tároló apró cellák (1 cella egyenlő 1 bittel, 8 cella egyenlő 1 bájttal). A CPU a memóriavezérlőegységre bízza a RAM kezelését. A memóriából való kiolvasáshoz a vezérlő először kiválasztja a megfelelő sort, amihez a megfelelő sorcímet elhelyezi a címvezetéken, és bekapcsolja a RAS (Row Address Strobe) jelet. Ezután várni kell, majd a címvezetékre kerül az oszlopjel, és a CAS (Column Address Strobe) jel. Ekkor újra várakozni kell, és ezután megérkezik az adat. 
 Az említett várakozások jelentik a úgynevezett Latency (késleltetési) értékeket. A késleltetés nagyban befolyásolja a memóriamodul sebességét. A legtöbb esetben négy számmal jelzik a memóriák által használható késleltetési értéket, például: 2-4-4-5. Az első szám a már említett második várakozási időt jelenti: jelen esetben két órajelciklus telik el, amíg a megfelelő oszlop kiválasztása után megjelenik a kért adat a kimeneten. A következő szám a sor és oszlop kiválasztás közötti időt (tRCD), a harmadik a két sor közötti átváltást (RAS Precharge tRP), a negyedik pedig azt a szünetet jelzi aminek a sorkiválasztás és a modul kiválasztása között kell eltelnie.
A memóriák sebességének növelése érdekében gyakran két kisebb memóriamodult kötnek a gépbe: így növekszik a sávszélesség, ezáltal a sebesség is. Ez az úgy nevezett dual channel, azaz kétcsatornás mód. Ma már minden memóriavezérlő képes erre a módra.
A CPU és a RAM közötti összeköttetést buszrendszer biztosítja.
A régi RAM-ok aszinkronok voltak: nem volt órajelük, sebességüket csak az elérési idő jellemezte, mértékegysége ns, azaz nanoszekundum.
Tokozás alatt a memóriák külső burkát, érintkezőinek kialakítását értjük.
RAM-tokozási fajták: SIPP; SIMM; DIMM; SO-DIMM.
A CPU az északi hidat használja a RAM–mal való összes kommunikációra.
Jelenleg a legelterjedtebb változat a DDR SDRAM (Double Data Rate Synchronous Dynamic Random Access Memory) és utódai, a DDR2, a DDR3, a DDR4 és a DDR5.

## Két főbb típusuk
- Statikus RAM, SRAM (ang. Static Random Access Memory). Minden memóriacellát egy kétállapotú tároló alkot, amelyet több tranzisztor (általában 4 vagy 6 db) alkot, ezért bonyolultabb, és drágább kivitelű. Főként processzor regisztereiként, gyorsítótárakban (cache) alkalmazzák. Előnyei:
  - fogyasztása rendkívül kicsi
  - nagyságrendekkel nagyobb a sebessége, mint a dinamikus RAM-nak
  - nem szükséges a tartalmat frissíteni, tápenergia meglétéig tárol.
- Dinamikus RAM, DRAM (ang. Dynamic Random Access Memory). Egy memória cellát egy kondenzátor és egy tranzisztor épít fel. Az információt addig tárolja, amíg a kondenzátor ki nem sül. Az információ elvesztését kiküszöböli a memória frissítése. Előnye az olcsósága, kis mérete, hátránya a frissítés szükségessége, valamint kisebb sebessége. Ennek a népszerűbb változata a DDR SDRAM.

## Főbb paraméterei
- A RAM két legfontosabb adata, hogy mekkora a tárolókapacitása: ez általában 4 GB-32 GB között van (2021.január 10-én a legnagyobb 1024 GB-os)
- A másik főbb adat pedig a memóriamodul sebessége (milyen gyorsan lehet belőle az adatokat kiolvasni, írni):
  - Ezt befolyásolja az órajel, 2020-ban a DDR4 típusú memóriák többségének 2133 MHz a maximuma, de léteznek 3000 MHz-es órajelű típusok is[3]
  - A késleltetési idő (ld. fentebb)

## Főbb memóriagyártók

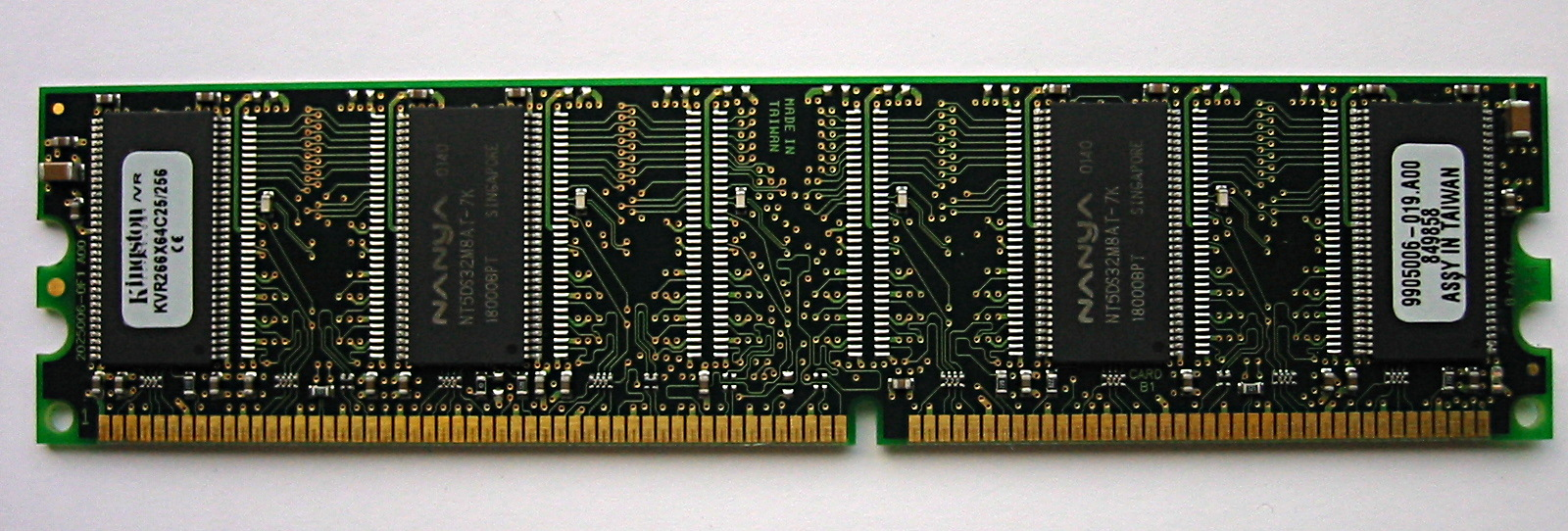
Egy DDR-SDRAM memóriamodul

- HyperX
- Corsair Components
- Geil
- Infineon
- Kingmax
- Kingston
- Samsung
- OCZ
- CSX
- G. Skill
- Team Group
- Crucial
- Ballistix
- Patriot